# فرودگاه فال سیتی
فرودگاه فال سیتی (به انگلیسی: Fall City Airport) یک فرودگاه خصوصی است که یک باند فرود آسفالت و چمن دارد و طول باند آن 629 متر است. این فرودگاه در کشور ایالات متحده آمریکا قرار دارد و در ارتفاع 43 متری از سطح دریا واقع شده است.